# La mañana de Chilevisión
La mañana de Chilevisión, est une émission de télévision matinale chilienne, diffusée sur Chilevisión et présentée par Carolina de Moras et Rafael Araneda.

## Animateurs

### Actuels
- Carolina de Moras (2015-présent)
- Rafael Araneda (2016-présent)

### Précédents
- Cristián Sánchez (2012-2013)
- Eva Gómez (2012-2013)
- Carmen Gloria Arroyo (2013-2015)
- Ignacio Gutiérrez (2013-2016)

### Animateurs remplacements
- Karina Álvarez (2013-présent)
- Eva Gómez (2014-présent)
- Felipe Vidal (2015-présent)
- Nicolás Gutiérrez (2015-présent)

#### Précédents
- Jordi Castell (2012)
- Krishna de Caso (2012)
- Javiera Contador (2014)

## Panélistes

### Actuels
- Felipe Vidal (2015-présent)
- Pamela Díaz (2015-présent)

Press
- Karina Álvarez (2012-présent), journaliste et présentatrice de Chilevisión Noticias

Mode
- Nelsón Beltrán "El colombiano" (2013-présent), stylist

### Précédents
- Ana Alvarado (2012), commentatrice de spectacles
- Jordi Castell (2012), photographe
- Karen Paola (2012), chanteuse
- Pamela Lagos (2012), psychologue
- Carmen Gloria Arroyo (2012), avocate
- Mey Santamaría (2013), mannequin
- Paulina Nin de Cardona (2013), animatrice (commentatrice de spectacles)
- Ignacio Gutiérrez (2013), journaliste et commentateur de spectacles
- Helhue Sukni (2013), avocate
- Paula González (2012-2013), tarotyste
- Mariela Sotomayor (2012-2015), journaliste
- Carolina Honorato (2013-2015), journaliste

## Journalistes
- Ober Madrid
- Carlos López
- Jimena Cordovez
- Belén Sánchez
- Felipe Cruces
- Tarym Cea
- Antonella Ferma
- Jaime Figueroa
- Karla Soto
- Ignacio Durán

### Précédents journalistes
- Marcelo Arismendi (2012)

## Équipe
- Réalisateur: Carlos Moya (depuis 2012).
  - Ancien réalisateur: Rodrigo García (2012).
- Producteur général: Patricia Vargas (depuis 2012).
  - Ancien producteur général:
- Producteur éxecutif: Alejandro “Yuri” Santelices (depuis 2013).
  - Ancien producteur éxecutif: Pamela Díaz (2012).
- Éditeur: Claudia González (depuis 2012)
  - Ancien éditeur: Mauro Kahn (2012).
- Sub-éditrice journalistique: Tania Aguilar et Clara Tapia.
- Journalistes: Ober Madrid, Carlos López, Jimena Cordovez, Belén Sánchez, Felipe Cruces, Tarym Cea, Antonella Ferma, Jaime Figueroa, Karla Soto et Ignacio Durán.
- Centre de documentation: Chilevisión

### Sources
- (es) Cet article est partiellement ou en totalité issu de l’article de Wikipédia en espagnol intitulé « La mañana de Chilevisión » (voir la liste des auteurs).